# Особа
Осо́ба — це істота, наприклад людина, яка має певні здібності або атрибути, що становлять індивідуальність, яка своєю чергою визначається по-різному різними авторами в різних дисциплінах та різними культурами в різні часи та місця.

## Трактування терміна
Термін особа має багато значень:
- особа у соціологічному значенні позначає індивіда, людину, який приймає соціологічно різні ролі, наприклад як батько чи сестра, професії, спадок (напр. належність до народності, етносу, мовної групи);
- особа у філософському значенні розглядається деякими як сутність людського буття в контексті горизонту західної думки горизонту: людині як особі приписується певна свобода рішень і відповідальності за свої вчинки. Інші філософські течії вбачають особу не обмежену людьми.
- особа у юридичному значенні — загальне поняття для фізичної особи та юридичної особи. Обидва суб'єкти права є носіями прав та обов'язків; законодавством їм надано правоздатність. Крім того, під особою розуміється громадянин або інший мешканець держави, якій юридично надана певна конституційно визначена суб'єктність.

Особу у цьому значенні слід відрізняти від понять особистість та індивідуальність.

## Історія поняття
У Стародавньому Римі слово «persona» (латиною) або «prosopon» (πρόσωπον; грецькою) спочатку було назвою масок, які носили актори на сцені. Різні маски представляли різні «персони» у постановці.
Концепція особи була розроблена під час тринітарних і христологічних дебатів 4-го і 5-го століть для контрасту зі словом «природа». В ході богословських дискусій, деякі філософські інструменти (поняття) були потрібні для того, що дебати могли проводитись на загальних основах для всіх теологічних шкіл. Мета дебатів полягала у встановленні зв'язку, подібності та відмінності між Λóγος/Verbum і Богом. Філософська концепція персони виникла, запозичивши слово «просопон» (πρόσωπον) з грецького театру. Таким чином Христос (Λóγος/Verbum) і Бог були визначені як різні «особи». Ця концепція була застосована пізніше до Святого Духа, ангелів і всіх людей.
Відтоді відбулися ряд важливих змін у значенні слова і його використанні, і були зроблені спроби переглянути визначення слова з різним ступенем прийняття та впливу. У доповнення до питання про особистості (індивідуальності), — того, що власне робить істоту особою, — є додаткові питання стосовно «персональної ідентичності» та «себе»: обидва поняття про те, що робить яку-небудь конкретну особу цією конкретною особою, а не іншою, і про те, що робить особу в один час тією ж особою, якою він чи вона була, чи буде в інший час, попри будь-які зміни, яких вона зазнає. 

## Індивідуальність

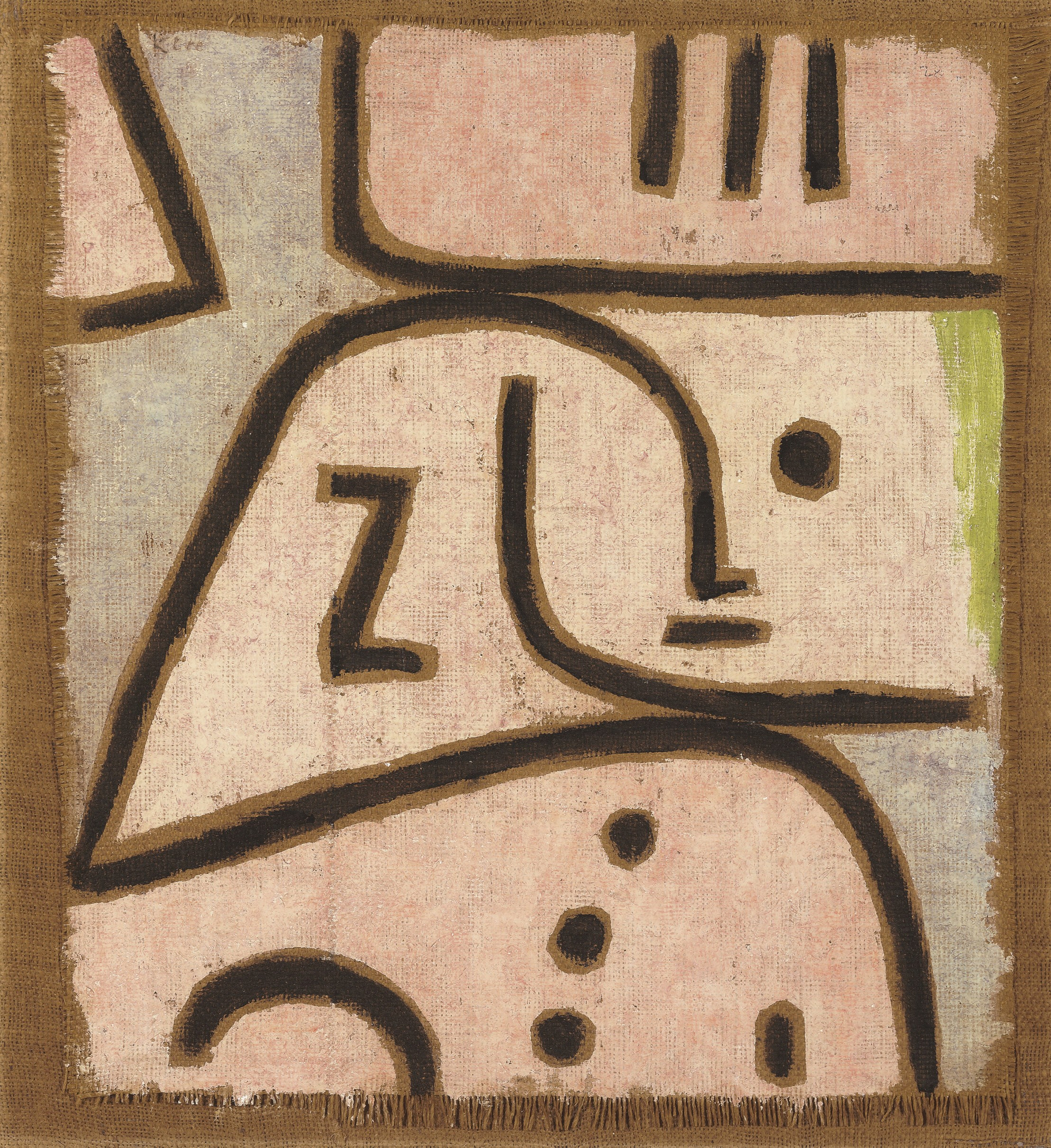
Абстрактна картина особи роботи Пауля Клее. Концепцію особи може бути дуже важко визначити.

Індивідуальність (особистість) — це статус буття особи. Визначення особистості є спірною темою філософії і права, і тісно пов'язане з правовими та політичними концепціями громадянства, рівності та свободи. Згідно із законом, тільки фізична особа або юридична особа має права, гарантії, пільги, обов'язки та юридичну відповідальність. Крім фізичної, юридичної особи права та обов'язки також мають інші окремі один від одного суб'єкти права: людина, громадянин, дитина, біженці, апатриди, тварини тощо.
Особистість продовжує бути темою для обговорення на міжнародному рівні, і вже піддавалась запитанням під час скасування рабства і боротьби за права жінок, у дебатах з приводу абортів, прав плодів, і у боротьбі за права тварин.
Різні дебати фокусувались на питаннях про ідентичність різних класів сутностей. Історично, ідентичності тварин, жінок і рабів ставали каталізатором соціальних потрясінь. У більшості сучасних суспільств, живі дорослі люди зазвичай вважаються особами, але в залежності від контексту, теорії або визначення, в категорію «особа» можуть включені такі нелюдські істоти як тварини, штучний інтелект або позаземне життя, а також юридичні особи, такі як корпорації, суверенні держави та інші політичні утворення, або майно у спадковій справі.
У Конституції України, як і в багатьох інших Конституціях світу, поряд з означенням «особа» використовується також терміни «людина» і «громадянин». Права і свободи людини та їх гарантії визначають зміст і спрямованість діяльності держави. Утвердження і забезпечення прав і свобод людини є головним обов'язком держави. Важливо розуміти що згідно з Конституцією України (стаття 3) утвердження і забезпечення прав і свобод фізичних та юридичних осіб є найголовнішим обов'язком держави.
Категорія «індивідуальність» може виключати деякі людські сутності у пренатальному розвитку і людей з екстремальними психічними розладами.

## Персональна ідентичність

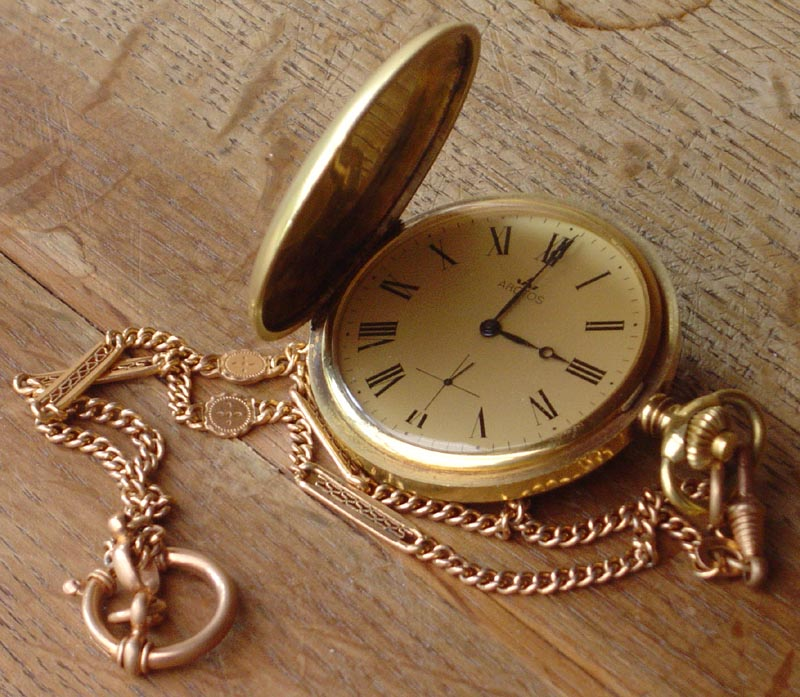
Що потрібно, щоб особа зберігалась від моменту до моменту, або, іншими словами, одна й та ж особа існувала в різні моменти?

Персональна ідентичність — це ідентичність осіб у часі. Це, так би мовити, необхідні і достатні умови, за яких особа в один час і особа в інший час може бути визнана тією ж особою, постійною в часі. У сучасній філософії свідомості це поняття персональної ідентичності іноді називають діахронічною проблемою персональної ідентичності. Синхронічна проблема ґрунтується на питанні, які особливості або риси характеризують певну особу у певний час.
Ідентичність є проблемою і для континентальної філософії, і для аналітичної філософії. Ключове питання в континентальній філософії — в якому сенсі ми можемо підтримувати сучасні концепції ідентичності, одночасно усвідомлюючи, що багато наших колишніх припущень про світ невірні. Запропоновані варіанти розв'язання проблеми персональної ідентичності включають: безперервність фізичного тіла, безперервність нематеріального розуму і душі, безперервність свідомості або пам'яті, теорія «зв'язки» себе, безперервність особи після смерті фізичного тіла і пропозицій, що насправді взагалі немає осіб або сутностей, які зберігаються протягом часу.

## Структура особи
Структура особи створює стабільність особи при взаємодії з навколишнім світом. Структуру можливо вважати "становим хребтом" особи. Психолог К.К. Платонов запропонував підхід, згідно з яким структура особи складається з кількох підструктур різного рівня.[джерело?]
Структура особи охоплює наступні підструктури[джерело?]:
- Найнижчу підструктуру займає біологічно обумовлена, яка включає: темперамент, статеві, вікові іноді патологічні риси особи;
- Психологічна підструктура, яка охоплює індивідуальні якості окремих психічних процесів: пам'яті, емоцій, відчуттів, мислення, сприйняття, почуттів, волі;
- Підструктура соціального досвіду, яка включає набуті людиною знання, вміння, звички.
- Найвищий рівень займає структура спрямованості, складові якої утворюють певну ієрархію: потяги, бажання, інтереси, схильність, ідеали, переконання.

Різні риси, грані характеристики особи можуть бути поєднані в єдиний ансамбль і створювати певну цілісність. Вони можуть "працювати" на досягнення особою вищих ступенів розвитку та реалізації її цілей. В такому випадку говорять про гармонію особи.

## Подальше читання
- Cornelia J. de Vogel (1963). The Concept of Personality in Greek and Christian Thought. In Studies in Philosophy and the History of Philosophy. Vol. 2. Edited by J. K. Ryan, Washington: Catholic University of America Press. pp. 20–60
- Lukes, Steven; Carrithers, Michael; Collins, Steven, ред. (1987). The Category of the Person: Anthropology, Philosophy, History. Cambridge: Cambridge University Press. ISBN 0-521-27757-4.
- Puccetti, Roland (1968). Persons: A Study of Possible Moral Agents in the Universe. London: Macmillan and Company.
- William O. Stephens (2006). The Person: Readings in Human Nature. Upper Saddle River, NJ: Pearson. ISBN 978-0-13-184811-5.
- Особа // Catholic Encyclopedia. — New York : Robert Appleton Company, 1913. (англ.)
- Korfmacher, Carsten (29 травня 2006). Personal Identity. The Internet Encyclopedia of Philosophy. Процитовано 9 березня 2011.